# Nestor (Doněnko)
Nestor (světským jménem: Mykolaj Mykolajovyč Doněnko; * 20. února 1958, Berďansk) je ukrajinský duchovní Ruské pravoslavné církve, biskup jaltský a vikář simferopolské eparchie.

## Život
Narodil se 20. února 1958 v Berďansku.
Roku 1981 dokončil fakultu sochařství Charkovského uměleckého a průmyslového institutu. Poté pracoval v Uměleckém fondu Simferopolu.
Studoval také na hudební škole obor klavír a roku 1982 nastoupil na Republikánskou uměleckou školu v Kyjevě.
Od roku 1983 byl čtecem chrámu Svaté Trojice v Simferopolu.
Roku 1989 vstoupil do Svazu umělců Sovětského svazu.
Dne 30. června 1992 byl biskupem simferopolským a krymským Vasilijem (Zlatolinským) rukopoložen na diákona a 7. července na jereje.
Přednášel v katechetických kurzech eparchiálního duchovního učiliště a Tavrickém duchovním semináři.
Od roku 1993 byl představeným chrámu Pokrova přesvaté Bohorodice v Jaltě.
Od roku 1995 byl členem Synodní komise Ukrajinské pravoslavné církve pro kanonizace.
Roku 1996 dokončil Oděský duchovní seminář.
Dne 13. června 2018 byl metropolitou krymským Lazarem (Švecem) postřižen na monacha a přijal mnišské jméno Nestor na počest svatého Nestora Letopisce.
Dne 17. června 2018 byl povýšen na archimandritu.
Dne 25. září 2018 jej Svatý synod Ukrajinské pravoslavné církve zvolil biskupem jaltským a vikářem simferopolské eparchie. O den později byl oficiálně jmenován biskupem a 27. září proběhla v chrámu Povýšení svatého Kříže Kyjevskopečerské lávry jeho biskupská chirotonie. Světiteli byli metropolita kyjevský a celé Ukrajiny Onufrij (Berezovskyj), metropolita simferopolský a krymský Lazar (Švec), metropolita vyšhorodský a černobylský Pavlo (Lebiď), metropolita luhanský a alčevský Mytrofan (Jurčuk), metropolita boryspilský a brovarský Antonij (Pakanyč), arcibiskup bučanský Pantelejmon (Baščuk), arcibiskup roveňkovský a sverdlovský Pantelejmon (Povoroznjuk), arcibiskup horodnycký Olexandr (Nesterčuk), arcibiskup obuchivský Iona (Čerepanov), arcibiskup boroďanský Varsonofij (Stoljar), arcibiskup baryšivský Viktor (Kocaba) a arcibiskup bilohorodský Sylvestr (Stojčev).
Dne 7. června 2022 byla eparchie simferopolská přijata pod jurisdikci Ruské pravoslavné církve.